# Dong Cheng
|  | No s'ha de confondre amb dungchen. |

En aquest nom xinès, el cognom és Dong.
Dong Cheng (mort el 200 EC) va ser originalment un general subordinat de Niu Fu durant el període la tarda Dinastia Han Oriental, i més tard es va unir als Bandits de Bandera Blanca per protegir a l'emperador de Li Jue i Guo Si. Va ser també el sogre de l'Emperador Xian. Quan l'Emperador Xian va deixar Chang'an per Luoyang, ell va repel·lir l'atac de Li i Guo, que van canviar d'opinió en deixar que l'emperador abandonés el seu control. Més tard, va rebre un cinturó de cuir amb joies de l'emperador Xian amb un missatge demanant-li de matar Cao Cao. Dong Cheng va reunir persones de la seva confiança, incloent Liu Bei i Ji Ben, i va començar a ponderar sobre com dur a terme les ordres. Cao Cao es va assabentar i Dong va ser executat juntament amb la seva família, la seva filla i altres.

## Nomenaments i títols en possessió
- General de Carruatges de Cavalleria (車騎將軍)